# Резолюция 120 на Съвета за сигурност на ООН
Резолюция 120 на Съвета за сигурност на ООН е приета на 4 ноември 1956 г. по повод въстанието в Унгария.
С Резолюция 120 Съветът за сигурност изказва съгласие, че използването на съветски войски за потушаване на опитите на унгарския народ да възстанови своите права е породило обезпокоителна ситуация, и признава, че в случая Съветът е неспособен да изпълни своята основна задача да поддържа международния мир и безопасност, тъй като по въпроса липсва съгласие между постоянните му членове. Поради това Съветът за сигурност свиква извънредна сесия на Общото събрание, което да направи съответните рекомендации, отнасящи се до ситуацията в Унгария.
Резолюция 120 е приета с мнозинство от 10 гласа „за“ срещу 1 „против“ от страна на Съветския съюз.